# Deni Milošević
Deni Milošević (Liegi, 9 marzo 1995) è un calciatore belga naturalizzato bosniaco, centrocampista dell'Antalyaspor.

## Biografia
Suo padre è Cvijan Milošević, ex calciatore.

## Carriera

### Club
Il 1º luglio 2016 viene acquistato a titolo definitivo per 200.000 euro dalla squadra turca del Konyaspor, con cui firma un contratto triennale con scadenza il 30 giugno 2019.

## Palmares

### Club

#### Competizioni nazionali
- Coppa di Turchia: 1

Konyaspor: 2016-2017
- Supercoppa di Turchia: 1

Konyaspor: 2017